# Charlemagne de Maupas
Charlemagne de Maupas (Bar-sur-Aube, 8 december 1818 - Parijs, 18 juni 1888) was een Frans politicus ten tijde van het Tweede Franse Keizerrijk.
Hij was de zoon van Memmie-Rose de Maupas, die ten tijde van het Tweede Franse Keizerrijk zetelde in het Wetgevend Lichaam.
Als prefect van de Parijse politie was Maupas een van de naaste vertrouwelingen van president Lodewijk Napoleon Bonaparte die hem van dichtbij steunden tijdens diens staatsgreep op 2 december 1851. Na deze zelfcoup werd Maupas op 22 januari 1852 minister van Politie in de regering-Bonaparte III, de Franse keizerlijke regering onder leiding van Napoleon III. Hij zou deze functie bekleden tot 21 juni 1853, toen hij door de keizer tot senator werd benoemd in de Senaat. Als minister van Politie werd hij niet vervangen: de functie werd afgeschaft.
Na de val van het Keizerrijk in de zomer van 1870 en de afkondiging van de Derde Franse Republiek ging Maupas in vrijwillige ballingschap in Engeland, waar hij aan zijn memoires begon te schrijven. Deze zou hij in 1885 publiceren.